# Теофіло Феррейра
Теофіло Феррейра (порт. Teófilo Ferreira, 2 червня 1973) — бразильський плавець.
Учасник Олімпійських Ігор 1992 року.
Чемпіон світу з водних видів спорту 1993 року, призер 1995 року.
Переможець Панамериканських ігор 1991 року, призер 1995 року.